# Mayoeru Yuritachi ~Romance of Scarlet~
Mayoeru Yuritachi ~Romance of Scarlet~ (迷える百合達 〜Romance of Scarlet〜) é o segundo álbum de estúdio da banda Kuroyume, lançado em 9 de março de 1994. É o seu primeiro álbum em uma grande gravadora independente, lançado pela EMI. Também é o primeiro álbum que a banda trabalha com o produtor Masahide Sakuma.
Em 9 de fevereiro de 1994 o único single do álbum, "For Dear", foi lançado, marcando o primeiro lançamento da banda por uma grande gravadora. Foi usada como música tema do programa de futebol J League A GOGO!! da TV Asahi.
Mayoeru Yuritachi ~Romance of Scarlet~ foi relançado em 27 de maio de 1998. Em 2011, a EMI estabeleceu o projeto EMI ROCKS The First e relançou seus melhores álbuns, escolhidos pelo crítico musical Manabu Yuasa. Em 14 de dezembro o projeto relançou o álbum.

## Estilo musical
O guitarrista Shin foi o principal compositor do álbum. Ele mantém a sonoridade gótica e melancólica cultivada pela banda até então, porém inicia sua transição para a era pop, com as composições pesadas e agressivas dos álbuns passados perdendo espaço. O CD Journal comentou que "apesar de manterem um pouco da imagem sombria que tinham até então, é possível sentir a abordagem cativante que veio com a transferência para uma grande gravadora", ou seja, a mudança aconteceu por conta de sua assinatura com a gravadora.
A faixa "Autism" teve de ser removida do álbum em seus relançamentos posteriores por conta da reprovação a sua temática. Dessa forma, foi tocada raríssimas vezes ao vivo, uma delas em um show exclusivo para homens em 2014.

## Recepção e legado
Mayoeru Yuritachi ~Romance of Scarlet~ marcou o início do sucesso mainstream do Kuroyume, alcançando a terceira posição na Oricon Albums Chart, ficando na parada por oito semanas. Vendeu 90,450 cópias enquanto esteve na parada. "For dear" chegou a 18ª posição, ficou por seis semanas na parada, e vendeu 68,490 cópias enquanto estava nela.
Kiyoharu contou ao Natalie que os fãs da era indie começaram a rejeitar a banda: "Cerca de um quarto do público saiu no momento em que [...] "for dear" começou a tocar". Além disso, essa foi a primeira canção da banda, de várias outras, atrelada a um programa ou comercial de televisão.
Tetsu, da banda Merry, expressou que Mayoeru Yuritachi ~Romance of Scarlet~ é um álbum especial dentre as obras do Kuroyume, que é uma das bandas que o influenciou.

## Faixas
Todas as letras escritas por Kiyoharu. 
| N.º            | Título                                                                          | Música         | Duração |  |
| 1.             | "Kaika no Hibiki" (開化の響)                                                    |                | 1:41    |  |
| 2.             | "Toge" (棘)                                                                     | Hitoki         | 3:29    |  |
| 3.             | "For Dear"                                                                      | Shin           | 4:46    |  |
| 4.             | "Masochist organ"                                                               | Shin           | 3:26    |  |
| 5.             | "Aimed blade at you"                                                            | Hitoki         | 4:48    |  |
| 6.             | "Yuri no hanataba" (百合の花束)                                                 | Shin           | 6:55    |  |
| 7.             | "Kamoku o Kureta Kimi to Kunō ni Michita Boku" (寡黙をくれた君と苦悩に満ちた僕) | Shin           | 5:04    |  |
| 8.             | "Neo nude"                                                                      | Shin           | 3:50    |  |
| 9.             | "Autism -Jiheisou-" (autism -自閉症-)                                           | Hitoki         | 3:50    |  |
| 10.            | "Romancia"                                                                      | Shin           | 4:21    |  |
| 11.            | "Utopia"                                                                        | Shin           | 4:43    |  |
| 12.            | "Kaika no Hibiki [reprise]" (開化の響 [reprise])                                |                | 1:28    |  |
| Duração total: | Duração total:                                                                  | Duração total: | 48:11   |  |

## Ficha técnica
Kuroyume
- Kiyoharu (清春) – vocal
- Hitoki (人時) – baixo
- Shin (臣) – guitarra

Produção
- Masahide Sakuma – produção